# Dominic Gadia
Dominic Tacadina Gadia (sinh ngày 18 tháng 1 năm 1986) là một cầu thủ bóng đá người Guam hiện đang thi đấu ở vị trí hậu vệ cho câu lạc bộ Table 35 Espada.